# 유창준
유창준(柳昌準, 1989년 7월 25일 ~ ) 은 전 KBO 리그 두산 베어스의 선수였다.

## 출신학교
- 부산양정초등학교
- 부산중학교
- 일본 사쿠신가쿠인고